# Ranworth Broad
Ranworth Broad är en sjö i Storbritannien.   Den ligger i grevskapet Norfolk och riksdelen England, i den sydöstra delen av landet, 170 km nordost om huvudstaden London. Arean är 0,17 kvadratkilometer.  Trakten runt Ranworth Broad består till största delen av jordbruksmark. Den sträcker sig 0,5 kilometer i nord-sydlig riktning, och 0,7 kilometer i öst-västlig riktning.